# شیرین روحانی‌راد
شیرین روحانی‌راد (زاده۱۳۴۶ - درگذشته ۲۸ اسفند ۱۳۹۸) پزشک عمومی بیمارستان شهدای پاکدشت بود که در حین خدمت پس از ابتلا به بیماری کوید-۱۹ درگذشت. او از ابتدای شیوع ویروس کرونا در خط مقدم مقابله با این بیماری در اورژانس بیمارستان مشغول به خدمت بود. دیگر فعالیت‌های وی همکار مرکز بهداشت شریف‌آباد و درمانگاه شهید اشرفی اصفهانی شهرستان پاکدشت بود.

## علت مرگ
پس از انتشار ویروس از قمبه سایر شهرهای ایران او در اورژانس بیمارستان شهدای پاکدشت مشغول شناسایی بیماران مبتلا به ویروس بود و به دلیل کمبود پرسنل پزشکی در بخش اورژانس پاکدشت پس ۲۵ روز تلاش بی‌وقفه با وجود خستگی زیاد به بیماری مبتلا گردید و حتی با وجود سرم در دست به ویزیت بیماران ادامه داد تا اینکه به دلیل شدت بیماری دستور بستری شدن خود را صادر و به مدت ده روز در بیمارستان شهدای پاکدشت بستری شد. به دلیل وخیم تر شدن بیماری به بیمارستان مسیح دانشوری منتقل و در آنجا بیماری بر او غلبه یافت و در تاریخ ۲۸ اسفند ۱۳۹۸ درگذشت. و در قطعه شهدای «ده امام» پاکدشت به خاک سپرده شد.